# Echipa Umizoomi
Echipa Umizoomi (engleză Team Umizoomi) este un serial destinat preșcolarilor creat de Soo Kim, Michael T. Smith și Jennifer Twomey pentru Nickelodeon. Serialul a avut premiera pe 25 ianuarie 2010 și finalul pe 24 aprilie 2015. Patru sezoane și 77 de episoade au fost produse.

## Personaje
- Millus Ruth "Milli" Umi - este o fată mică și inteligentă în vârstă de 6 ani, sora sperie Geo. Poate folosind numere și numere pentru a crea numere.
- Robert George "Geo" Umi - este fratele în vârstă de 5 ani al lui Milli. Specialitatea lui este de figuri geometrice.
- Robot William "Bot" Umi - este un robot care îi place să danseze și să cânte.